# Campeonato de España Femenino 1944
El Campeonato de España Femenino 1944 corresponde a la 2ª edición de dicho torneo. Se celebró el 28 de junio de 1944 en Vista Alegre de Vigo.
Al igual que en la primera edición, la final femenina se disputó en la misma fecha y en el mismo escenario que la final masculina. Lo curioso es que ambos contendientes llegaron juntos a Vigo en el mismo tren el día anterior, transporte que también compartirían con el que a la postre sería campeón masculino, el Layetano.
Pero todavía es más curioso el tema del horario. Con la televisión imponiendo jugar el partido decisivo a las 11 de la mañana, tal vez no sea conocido que la final del año 44 también se jugó a las once, pero de la noche. En los 40 era habitual ver sesiones nocturnas con partidos consecutivos que se extendían hasta la madrugada. Como muestra valga que esta final femenina fue el preámbulo de la final masculina entre el Layetano y el Real Madrid, que tenía su comienzo previsto a la medianoche.

## Fase final
|  | Final                   |                         |    |  |
|  | 28 de junio             |                         |    |  |
|  |                         |                         |    |  |
|  | Sección Femenina Centro | Sección Femenina Centro | 16 |  |
|  | Sección Femenina Centro | Sección Femenina Centro | 16 |  |
|  | R. C. D. Español        | R. C. D. Español        | 12 |  |
|  | R. C. D. Español        | R. C. D. Español        | 12 |  |

### Final
| 28 de julio de 1944, 23:00 | Sección Femenina Centro | 16–12       | R. C. D. Español     |                                               |  |
|                            |                         |             |                      |                                               |  |
|                            | Estadísticas Redondo 5  | Reporte Pts | Estadísticas Tomàs 5 | Pabellón: Vista Alegre, Vigo Árbitros: Flores |  |

| Ganadoras del Campeonato de España Femenino 1944 |
| ------------------------------------------------ |
| Sección Femenina Centro 1º título                |